# 恩波利亚州立大学
恩波利亞州立大學（Emporia State University）是位於美國堪薩斯州恩波利亞的一所公立大學。1863年3月作為堪薩斯州立師範學校創建，是該州第三古老的公立大學，1977年成為大學，改現名。2018年在《美國新聞與世界報道》“中西部地區大學”排名中列在第106位。

## 外部連接
- Emporia State Athletics website （页面存档备份，存于）
- 美國國家教育數據中心學院導航：恩波利亚州立大学